# Дітріх Грабак
Дітріх «Дітер» Грабак (нім. Dietrich "Dieter" Hrabak; 19 грудня 1914, Белен  — 15 вересня 1995, Пфаффенгофен) — німецький льотчик-ас, генерал-майор люфтваффе. Кавалер Лицарського хреста Залізного хреста з дубовим листям.

## Біографія
У квітні 1934 року поступив на службу в рейхсмаріне, в листопаді 1935 року переведений до люфтваффе. 31 січня 1939 року — командир 1-ї ескадрильї 76-ї винищувальної ескадри. Учасник Польської, Французької і Балканської кампаній, а також битви за Британію. З 26 серпня 1940 року — командир 2-ї групи 54-ї винищувальної ескадри. Учасник німецько-радянської війни. 23 березня 1942 року здобув свою 50-ту перемогу. З 1 листопада 1942 року — командир 52-ї, з 1 жовтня 1944 року — 54-ї винищувальної ескадри.
8 травня 1945 року в Курляндському котлі отримав наказ командувача 1-м повітряним флотом Пфлюгбайля до кінця дня летіти у Фленсбург. У тому ж наказі йшлося про те, що транспортна авіація і флот протягом дня будуть вивозити людей з котла, а сам Пфлюгбайль залишиться з тими, хто не зможе вибратися. Грабак не став чекати прильоту транспортних літаків і не став супроводжувати кораблі, рано вранці полетів в Рейх. В результаті, радянська авіація збила 33 «Юнкерса-52» з евакуйованими і потопила ліхтер з солдатами. Пфлюгбайль до 1954 року був в радянському полоні.
Всього за час бойових дій Грабак збив 125 літаків противника (з них 109 — на Східному фронті) і здійснив 820 бойових вильотів.
Після війни працював в автомобільній і хімічної промисловості. В 1955 році вступив у люфтваффе. З 1957 року — начальник льотної школи в Фюрстенбельбрюці. З 1966 року — спеціальний уповноважений з використання літаків F-104G, потім займав посаду генерала бомбардувальних з'єднань в Оперативному штабі ВПС. 30 вересня 1970 року вийшов у відставку.

## Звання
- Фенріх-цур-зее (1 квітня 1935)
- Обер-фенріх-цур-зее (1 жовтня 1935)
- Лейтенант (1 квітня 1936)
- Оберлейтенант (1 січня 1939)
- Гауптман (20 квітня 1940)
- Майор (1 жовтня 1942)
- Оберстлейтенант (1 липня 1943)
- Оберст (1 вересня 1944)
- Бригадний генерал (18 грудня 1962)
- Генерал-майор (30 червня 1966)

## Нагороди
- Медаль «За вислугу років у Вермахті» 4-го класу (4 роки)
- Нагрудний знак пілота
- Залізний хрест
  - 2-го класу (15 вересня 1939)
  - 1-го класу (28 травня 1940)
- Почесний Кубок Люфтваффе (28 вересня 1940)
- Лицарський хрест Залізного хреста з дубовим листям
  - лицарський хрест (21 жовтня 1940)
  - дубове листя (№ 337; 25 листопада 1943)
- Медаль «За зимову кампанію на Сході 1941/42»
- Нарукавна стрічка «Крит»
- Німецький хрест в золоті (10 липня 1944)
- Відзначений у Вермахтберіхт (3 вересня 1944)
- Авіаційна планка винищувача в золоті з підвіскою «800»